# 기타가와 고루고로
기타가와 고루고로(일본어: 北川ゴルゴロ 키타가와 고루고로[*], 윌타어: Daxinnieni Gorgolo, 1899년 - 1978년)는 일본 윌타족의 마지막 샤먼이었다. 전쟁 전에는 남사할린섬에서 살고 있었지만, 소련의 점령 이후에는 홋카이도로 이주했다. 윌타 문화 보존에 앞장섰다.

## 수상
- 1975년 - 홋카이도 문화재 보호공로상(홋카이도 문화재 보호 협회(北海道文化財保護協会))

## 같이 보기
- 다힌녜니 겐다누(ダーヒンニェニ・ゲンダーヌ) - 고루고로의 아들, 북방소수민족의 복권운동에 참가했다.